# Zelotomys
Zelotomys is een geslacht van knaagdieren uit de muizen en ratten van de Oude Wereld dat voorkomt in oostelijk en zuidelijk Afrika, waar ze bekend zijn sinds het Laat-Plioceen (in Botswana). Er zijn Pleistocene fossielen bekend uit Namibië, Zuid-Afrika en Oost-Afrika. Dit geslacht is waarschijnlijk het nauwste verwant aan Colomys.
De soorten van dit geslacht leven in graslanden en droge savannes. Ze leven op de grond en eten insecten, gras en vlees.
Deze dieren hebben een brede schedel. De rug is grijsbruin of grijs, de buik en de wangen bleek. Ook de staart en ledematen zijn wit. Ze ruiken zeer sterk. De kop-romplengte bedraagt 115 tot 140 mm, de staartlengte 85 tot 115 mm en het gewicht 50 tot 65 g.
Er zijn twee soorten:
- Zelotomys hildegardeae (Centraal-Afrikaanse Republiek, Zuid-Soedan en Kenia tot West-Angola en Malawi)
- Zelotomys woosnami (Noordwest-Zuid-Afrika, Botswana en Namibië)